# Eutelsat 33E
O Eutelsat 33E, anteriormente chamado de Hotbird 10, Atlantic Bird 4A, Eutelsat 3C e Hotbird 13D, é um satélite de comunicação geoestacionário europeu construído pela Astrium que está localizado na posição orbital de 33 graus de longitude leste e é operado pela Eutelsat. O satélite foi baseado na plataforma Eurostar-3000 e sua vida útil estimada é de 15 anos.
O Eutelsat 33E operou anteriormente como Hotbird 13D nos 13° Este.

## História
O nome original do satélite era Hotbird 10 e é idêntico ao Hotbird 8, que foi lançado em agosto de 2006, e Hotbird 9, lançado em dezembro de 2008. O contrato para a EADS Astrium foi feito em outubro de 2006. Foi lançado sob o nome de Atlantic Bird 4A e primeiramente foi posicionado a 7 graus oeste, até que se tornou separado do Atlantic Bird 7. Ele foi então renomeado para Eutelsat 3C e posicionado ao lado do Eutelsat 3A na posição orbital de 3 graus Este. Em junho de 2013 o Eutelsat 3C assumiu as tarefas do Eutelsat 3D, que foi transferido para a posição de 13 graus Este. Mas foi adiado e não substituído em 4 de julho. Que foi acompanhado pelo Eutelsat 8 West A, Eutelsat 7 West A, Nilesat 102 e Nilesat 201 a 7 e 8 graus oeste. Em 1 de março de 2012 a Eutelsat adotou uma nova designação para sua frota de satélites, todos os satélites do grupo assumiram o nome Eutelsat associada à sua posição orbital e uma letra que indica a ordem de chegada nessa posição, então o Eutelsat 3C foi renomeado para Eutelsat 3. Posteriormente, o satélite foi renomeado para Hotbird 13D e em 2016 para Eutelsat 33E.

## Lançamento
O satélite foi lançado com sucesso ao espaço no dia 11 de fevereiro de 2009, às 22:09 UTC, por meio de um veículo Ariane 5 ECA, a partir do Centro Espacial de Kourou, na Guiana Francesa, juntamente com os satélites NSS-9, Spirale A e Spirale B. Ele tinha uma massa de lançamento de 4.892 kg.

## Capacidade
O Eutelsat 33E está equipado com 64 transponders de banda Ku ativos fornecendo TV digital em DTH e canais de rádio para a Europa, Norte da África e Oriente Médio.

## Cobertura
Com o posicionamento em 13 graus leste, a recepção dos outros três satélite Hotbird foram ajustados lá. Portanto, espectadores dos demais Hotbird, não notaram a diferença.
Na posição orbital de 3 graus leste, o satélite tinha uma cobertura oriental e ocidental, contudo, apenas ligeiramente diferente. Ambos podiam ser recebidos na área de língua alemã, com pouco esforço, no entanto, passando a ser mais pesada do que em 13 graus leste. A recepção oeste (10.950-11.200 MHz horizontal) era usado apenas para transmissão de feeds, enquanto a recepção oriental (11450-11700 e 12500-12750 MHz) mantinha programas regulares de radiodifusão, geralmente a partir do Oriente Médio e Norte da África.